# Rieux-Minervois
Rieux-Minervois is een gemeente in het Franse departement Aude (regio Occitanie). De plaats maakt deel uit van het arrondissement Carcassonne. Rieux-Minervois telde op 1 januari 2022 1.966 inwoners.

## Geografie
De oppervlakte van Rieux-Minervois bedroeg op 1 januari 2022 21,19 vierkante kilometer; de bevolkingsdichtheid was toen 92,8 inwoners per km².
De onderstaande kaart toont de ligging van Rieux-Minervois met de belangrijkste infrastructuur en aangrenzende gemeenten.

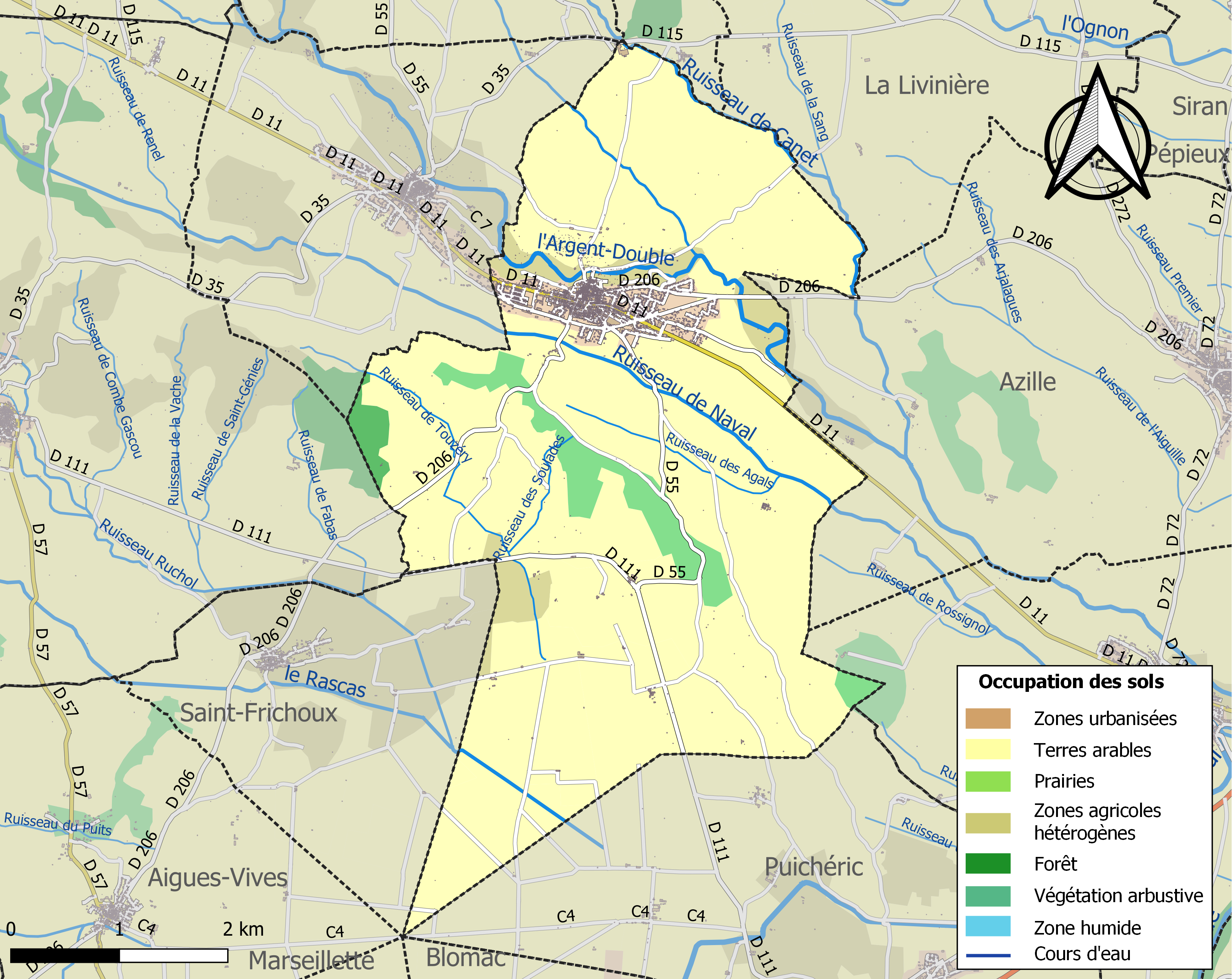

## Demografie
Onderstaande figuur toont het verloop van het inwonertal (bron: INSEE-tellingen).

Vanwege een beveiligingsprobleem met de MediaWiki Graph-software is het momenteel niet mogelijk deze grafiek weer te geven. Zodra de software is bijgewerkt zal de grafiek vanzelf weer zichtbaar worden.

## Bezienswaardigheid

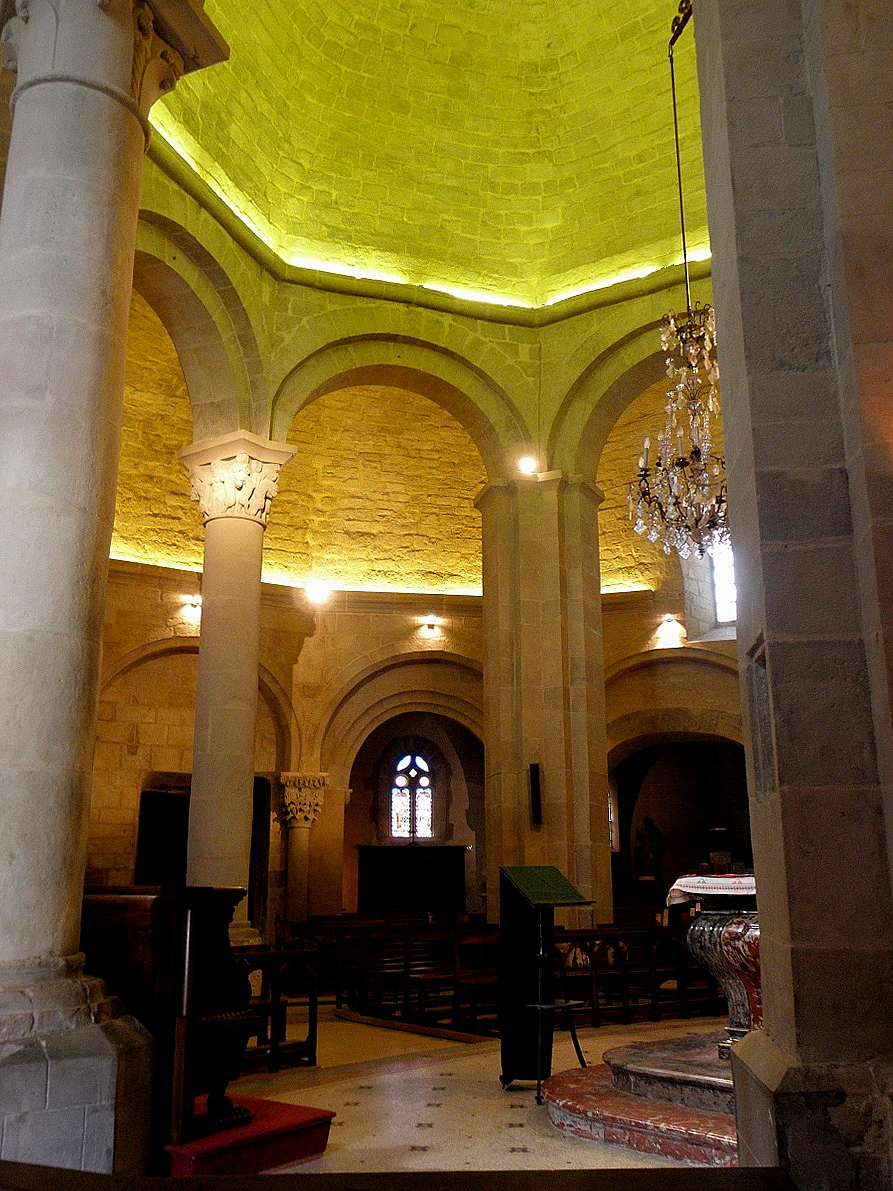
Interieur

De kerk Notre-Dame de l'Assomption, een romaanse kerk uit de 12de eeuw. De kerk heeft een cirkelvormige basisstructuur, meer bepaald heeft ze de vorm van een veelhoek met veertien zijden. Binnen vallen op:
- het koor dat zich in het centrum van de kerk bevindt, is een rotonde die op een uniek zevenhoekig grondplan staat. De rotonde wordt begrensd door vier kruisvormige pilaren en drie kolommen alternerend stelsel die de zevenhoekige koepel ondersteunen.
- de rest van de ruimte die dient als deambulatorium.
- de rijkelijk gebeeldhouwde kapitelen die toegeschreven worden aan de meester van Cabestany. Het bekendste kapiteel is dat van de Hemelvaart van de Maagd.

De robuuste twee verdiepingen tellende klokkentoren is eveneens zevenhoekig. 
Het gebouw stond al op de eerste lijst van monuments historiques uit 1840.